# Kyle Lowry
Kyle Terrell Lowry (Filadelfia, Pensilvania; 25 de marzo de 1986) es un jugador de baloncesto estadounidense que pertenece a la plantilla de los Philadelphia 76ers de la NBA. Con 1,83 metros de estatura, juega en la posición de base.

## Carrera

### Universidad
Kyle jugó dos temporadas con los Wildcats de la Universidad de Villanova, dirigida por el técnico Jay Wright. En su año freshman estuvo en 7,5 puntos por partido, mientras que en su campaña sophomore se fue hasta los 11 puntos, 4,3 rebotes, 3,7 asistencias y 2,3 robos.

#### Estadísticas
| Año     | Equipo    | PJ | PT | MPP  | %TC  | %3P  | %TL  | RPP | APP | ROB | TPP | PPP  |
| ------- | --------- | -- | -- | ---- | ---- | ---- | ---- | --- | --- | --- | --- | ---- |
| 2004–05 | Villanova | 24 | 3  | 23.2 | .421 | .227 | .635 | 3.2 | 2.0 | 1.3 | .2  | 7.5  |
| 2005–06 | Villanova | 33 | 31 | 29.3 | .466 | .444 | .786 | 4.3 | 3.7 | 2.3 | .2  | 11.0 |
| Total   | Total     | 57 | 34 | 26.7 | .449 | .325 | .737 | 3.8 | 3.0 | 1.9 | .2  | 9.5  |

### Profesional
Fue elegido por Memphis Grizzlies en el puesto 24 del draft de 2006. Tuvo la desgracia de lesionarse a finales de noviembre por lo que solo pudo jugar 10 partidos en los que promedió 5,6 puntos, 3,1 rebotes y 3,2 asistencias, demostrando que ahí puede haber futuro.
Durante su tercer año con los Grizzlies, el 19 de febrero de 2009 fue traspasado a Houston Rockets en un intercambio a tres bandas.

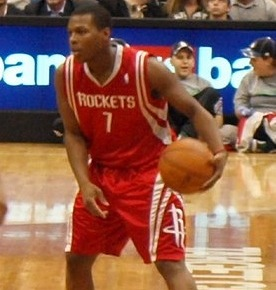
Lowry con Houston Rockets en 2009.

Al término de su segunda temporada en Houston, se convierte en agente libre firmando, el 13 de julio de 2010 con Cleveland Cavaliers, un contrato de $23,5 millones en cuatro años, pero los Rockets igualaron esa oferta para retenerle en el equipo.
Tras cuatro años en Houston, el 11 de julio de 2012, fue traspasado a Toronto Raptors a cambio de Gary Forbes y una futura elección de primera ronda de draft.
El 10 de julio de 2014, renueva con los Raptors por cuatro años y $48 millones.
Durante su tercera temporada con los Raptors, el 5 de diciembre de 2015 consigue 41 puntos ante Golden State Warriors. El 26 de febrero de 2016 ante Cleveland Cavaliers consigue la mejor anotación de su carrera con 43 puntos.
En su cuarto año en Toronto, el 1 de enero de 2017 anota 41 puntos ante Los Angeles Lakers. El 7 de julio, renueva con los Raptors por 3 años y $100 millones.
En su séptima temporada en Toronto, todas ellas como base titular, el 13 de junio de 2019 se proclamó campeón de la NBA.
Durante su noveno año con los Raptors, el 4 de marzo de 2021, en la derrota ante Boston Celtics, repartió 19 asistencias, igualando el récord de la franquicia canadiense, como ya hicieran José Calderón (2009 y 2011) y Damon Stoudamire (1996).
El 2 de agosto de 2021, llega a Miami Heat en un sign & trade, firmando por $90 millones y 3 años.
Durante su tercera temporada en Miami, el 23 de enero de 2024, es traspasado a Charlotte Hornets a cambio de Terry Rozier. Pero el 11 de febrero acuerda una rescisión de su contrato con los Hornets, y firma por Philadelphia 76ers.
En julio de 2024 renueva con los Sixers por una temporada.

## Estadísticas de su carrera en la NBA
|  | Denota temporadas en la que ganó un campeonato de la NBA |

### Temporada regular
| Año      | Equipo       | PJ   | PT  | MPP  | %TC  | %3P  | %TL   | RPP | APP | ROB | TPP | PPP  |
| -------- | ------------ | ---- | --- | ---- | ---- | ---- | ----- | --- | --- | --- | --- | ---- |
| 2006-07  | Memphis      | 10   | 0   | 17.5 | .368 | .375 | .893  | 3.1 | 3.2 | 1.4 | .1  | 5.6  |
| 2007-08  | Memphis      | 82   | 9   | 25.5 | .432 | .257 | .698  | 3.0 | 3.6 | 1.1 | .3  | 9.6  |
| 2008-09  | Memphis      | 49   | 21  | 21.9 | .412 | .246 | .801  | 2.3 | 3.6 | 1.0 | .2  | 7.6  |
| 2008-09  | Houston      | 28   | 0   | 21.7 | .475 | .276 | .800  | 2.8 | 3.5 | .8  | .3  | 7.6  |
| 2009-10  | Houston      | 68   | 0   | 24.3 | .397 | .272 | .827  | 3.6 | 4.5 | .9  | .1  | 9.1  |
| 2010-11  | Houston      | 75   | 71  | 34.2 | .426 | .376 | .765  | 4.1 | 6.7 | 1.4 | .3  | 13.5 |
| 2011-12  | Houston      | 47   | 38  | 32.1 | .409 | .374 | .864  | 4.6 | 6.6 | 1.6 | .3  | 14.3 |
| 2012-13  | Toronto      | 68   | 52  | 29.7 | .401 | .362 | .795  | 4.7 | 6.4 | 1.4 | .4  | 11.6 |
| 2013-14  | Toronto      | 79   | 79  | 36.2 | .423 | .380 | .813  | 4.7 | 7.4 | 1.5 | .2  | 17.9 |
| 2014-15  | Toronto      | 70   | 70  | 34.5 | .412 | .338 | .808  | 4.7 | 6.8 | 1.6 | .2  | 17.8 |
| 2015-16  | Toronto      | 77   | 77  | 37.0 | .427 | .388 | .811  | 4.7 | 6.4 | 2.1 | .4  | 21.2 |
| 2016-17  | Toronto      | 60   | 60  | 37.4 | .464 | .412 | .819  | 4.8 | 7.0 | 1.5 | .3  | 22.4 |
| 2017-18  | Toronto      | 78   | 78  | 32.2 | .427 | .399 | .854  | 5.6 | 6.9 | 1.1 | .2  | 16.2 |
| 2018-19  | Toronto      | 65   | 65  | 34.0 | .411 | .347 | .830  | 4.8 | 8.7 | 1.4 | .5  | 14.2 |
| 2019-20  | Toronto      | 58   | 58  | 36.2 | .416 | .352 | .857  | 5.0 | 7.5 | 1.4 | .4  | 19.4 |
| 2020-21  | Toronto      | 46   | 46  | 34.8 | .436 | .396 | .875  | 5.4 | 7.3 | 1.0 | .3  | 17.2 |
| 2021-22  | Miami        | 63   | 63  | 33.9 | .440 | .377 | .851  | 4.5 | 7.5 | 1.1 | .3  | 13.4 |
| 2022-23  | Miami        | 55   | 44  | 31.2 | .404 | .345 | .859  | 4.1 | 5.1 | 1.0 | .4  | 11.2 |
| 2023-24  | Miami        | 37   | 35  | 28.0 | .426 | .385 | .833  | 3.5 | 4.0 | 1.1 | .4  | 8.2  |
| 2023-24  | Philadelphia | 23   | 20  | 28.4 | .444 | .404 | .848  | 2.8 | 4.6 | .9  | .3  | 8.0  |
| 2024-25  | Philadelphia | 35   | 12  | 18.8 | .350 | .330 | .818  | 1.9 | 2.7 | .9  | .3  | 3.9  |
| Total    | Total        | 1173 | 898 | 31.3 | .423 | .368 | .815  | 4.2 | 6.1 | 1.3 | .3  | 13.9 |
| All-Star | All-Star     | 6    | 2   | 22.3 | .354 | .271 | .1000 | 4.2 | 6.7 | 2.3 | .2  | 10.5 |

### Playoffs
| Año   | Equipo       | PJ  | PT  | MPP  | %TC  | %3P  | %TL  | RPP | APP | ROB | TPP | PPP  |
| ----- | ------------ | --- | --- | ---- | ---- | ---- | ---- | --- | --- | --- | --- | ---- |
| 2009  | Houston      | 13  | 0   | 19.5 | .333 | .250 | .742 | 2.9 | 2.5 | .9  | .1  | 5.3  |
| 2014  | Toronto      | 7   | 7   | 38.7 | .404 | .395 | .878 | 4.7 | 4.7 | .9  | .0  | 21.1 |
| 2015  | Toronto      | 4   | 4   | 32.8 | .316 | .217 | .727 | 5.5 | 4.8 | 1.3 | .0  | 12.3 |
| 2016  | Toronto      | 20  | 20  | 38.3 | .397 | .304 | .750 | 4.7 | 6.0 | 1.6 | .2  | 19.1 |
| 2017  | Toronto      | 8   | 8   | 37.6 | .462 | .342 | .818 | 3.1 | 5.9 | 1.5 | .5  | 15.8 |
| 2018  | Toronto      | 10  | 10  | 36.1 | .508 | .444 | .813 | 4.3 | 8.5 | 1.5 | .0  | 17.4 |
| 2019  | Toronto      | 24  | 24  | 37.3 | .431 | .348 | .813 | 4.8 | 6.5 | 1.2 | .3  | 14.6 |
| 2020  | Toronto      | 11  | 11  | 37.5 | .419 | .319 | .800 | 6.5 | 5.8 | 1.7 | .7  | 17.7 |
| 2022  | Miami        | 10  | 10  | 29.5 | .291 | .241 | .789 | 3.6 | 4.7 | 1.2 | .7  | 7.8  |
| 2023  | Miami        | 23  | 1   | 26.1 | .425 | .375 | .939 | 3.5 | 4.4 | 1.0 | .6  | 9.2  |
| 2024  | Philadelphia | 6   | 6   | 29.2 | .344 | .333 | .800 | 3.5 | 4.0 | 1.0 | .7  | 7.0  |
| Total | Total        | 136 | 101 | 32.8 | .411 | .338 | .803 | 4.3 | 5.4 | 1.3 | .4  | 13.5 |

## Vida personal
Kyle se casó con Ayahna Cornish en 2012. La pareja se conoció al asistir al instituto Cardinal Dougherty High School, donde ambos jugaban al baloncesto. Cornish también lo hizo en la universidad de Saint Joseph's, donde fue nombrada mejor jugadora ofensiva, dos años consecutivos. Sin embargo, sufrió una grave lesión de rodilla en su año júnior. La pareja tiene dos hijos: Karter (2011) y Kameron (2015).